# Elmgreen und Dragset
Michael Elmgreen (geb. 1961; Kopenhagen, Dänemark) und Ingar Dragset (geb. 1969; Trondheim, Norwegen) arbeiten seit 1995 als Künstlerduo zusammen. Ihre Arbeit untersucht die Beziehung zwischen Kunst, Architektur und Design.
Elmgreen & Dragset leben und arbeiten in Berlin. Sie sind bekannt für ihre Kunstwerke, die sich durch Witz und subversiven Humor auszeichnen und auch soziale und kulturelle Anliegen aufgreifen.

## Leben und Arbeit
Das Duo lernte sich 1994 in Kopenhagen kennen, als der 1961 in der Stadt geborene Michael Elmgreen Gedichte schrieb und aufführte und der 1969 geborene Norweger Ingar Dragset Theater studierte. 1995 begannen sie ihre Zusammenarbeit und zogen 1997 nach Berlin. Im Jahr 2006 kauften sie von der Stadt eine 1000 m² große ehemalige Wasserpumpstation aus dem Jahr 1924 im Berliner Bezirk Neukölln und bauten sie zu einem Studio um. 2008 zog Elmgreen nach London, 2015 zog er zurück nach Berlin.
Seit 1997 haben die Künstler eine große Anzahl architektonischer und skulpturaler Installationen in einer fortlaufenden Serie von Arbeiten mit dem Titel 'Powerless Structures' präsentiert, in denen sie die Konventionen des 'White Cube'-Galerieraums transformieren und Galeriegebäude schufen, die von der Decke hingen, in den Boden gesenkt oder auf den Kopf gestellt wurden. Für die Istanbul Biennale 2001 konstruierten sie ein maßstabsgetreues Modell einer typischen modernistischen Kunsthalle, die im Freien zwischen antiken Ruinen in den Boden eingelassen war. Ihre Arbeiten wurde auch auf den Biennalen von Berlin, Istanbul, Liverpool, Moskau, São Paulo, Singapur und Gwangju gezeigt.
Weitere Ausstellungen umfassen die Umwandlung der Bohen Foundation in New York in eine 13th Street U-Bahn-Station im Jahr 2004; ihr bekanntestes Projekt Prada Marfa, eine 2005 eröffnete Prada-Boutique mitten in der texanischen Wüste und ihre in der Kunstkritik gefeierte Ausstellung The Welfare Show 2005-2006 in der Serpentine Gallery, London / The Power Plant, Toronto / Bergen Kunsthall, Norwegen / BAWAG Foundation, Wien.
Für die 53. Biennale Venedig 2009 kuratierten sie die Ausstellung The Collectors in den benachbarten dänischen und nordischen Pavillons (zu denen die Länder Norwegen, Schweden und Dänemark gehören), eine beispiellose Verschmelzung zweier internationaler Ausstellungsorte. In ihrer Ausstellung zeigten sie u. a. Kunstwerke der Künstlerkollegen Maurizio Cattelan, Tom of Finland, Han & Him, Laura Horelli, William E. Jones, Terence Koh, Klara Lidén, Jonathan Monk, Nico Muhly, Norway Says, Vibeke Slyngstad, Thora Dolven Balke, Nina Saunders und Wolfgang Tillmans.
Im Jahr 2011 wurde ihre Skulptur 'Powerless Structures, Fig. 101' als Gewinnerin der Fourth Plinth Commission ausgewählt, die auf dem vierten Sockel des Londoner Trafalgar Square ausgestellt werden sollte. Ihre Bronzeskulptur eines Jungen, der auf einem Schaukelpferd reitet, stellt die Tradition in Frage, dass Kriegsdenkmäler entweder Sieg oder Niederlage feiern. Die Arbeit ist nun dauerhaft außerhalb des Arken Museum of Modern Art installiert.
Im Jahr 2013 kuratierten sie in München ein umfangreiches öffentliches Kunstprogramm mit dem Titel A Space Called Public/Hoffentlich Öffentlich und verwandelten die ehemaligen Textilgalerien des Victoria and Albert Museums in das große Familienhaus des fiktiven Architekten Norman Swann. Ihre Ausstellungsreihe Biographie fand 2014–2105 im Astrup Fearnley Museet, Oslo, und in der SMK-National Gallery of Denmark, Kopenhagen, statt. Im Jahr 2015 verwandelte ihre Ausstellung Aéroport Mille Plateaux das PLATEAU Samsung Museum of Art in Seoul in einen Flughafen, inspiriert von den Ideen des Philosophen Gilles Deleuze.
Für ihre Einzelausstellung The Well Fair im Jahr 2016 verwandelte das Duo das Ullens Center for Contemporary Art in Peking in eine fiktive Kunstmesse. Ebenfalls 2016 installierten die Künstler 'Van Gogh's Ear' im Rockefeller Center in New York; der neun Meter hohe, leere Swimmingpool steht auf seiner kürzesten Seite aufrecht, unterstützt von einer sichtbaren Konstruktion auf seiner Rückseite.
Die erste große Retrospektive der Künstler in Großbritannien, This is How We Bite Our Tongue, fand 2018 in der Whitechapel Art Gallery in London statt. Die Ausstellung bestand aus einer groß angelegten ortsspezifischen Installation und einer Auswahl ihrer skulpturalen Werke. Der 'Whitechapel Pool', der eigens für die Ausstellung realisiert wurde, verwandelte das Erdgeschoss der Galerie in ein verlassenes öffentliches Schwimmbad, das fiktiv auf das Jahr 1901 datiert ist und mit der Gentrifizierung des Londoner East End in Verbindung steht.
Permanente Installationen

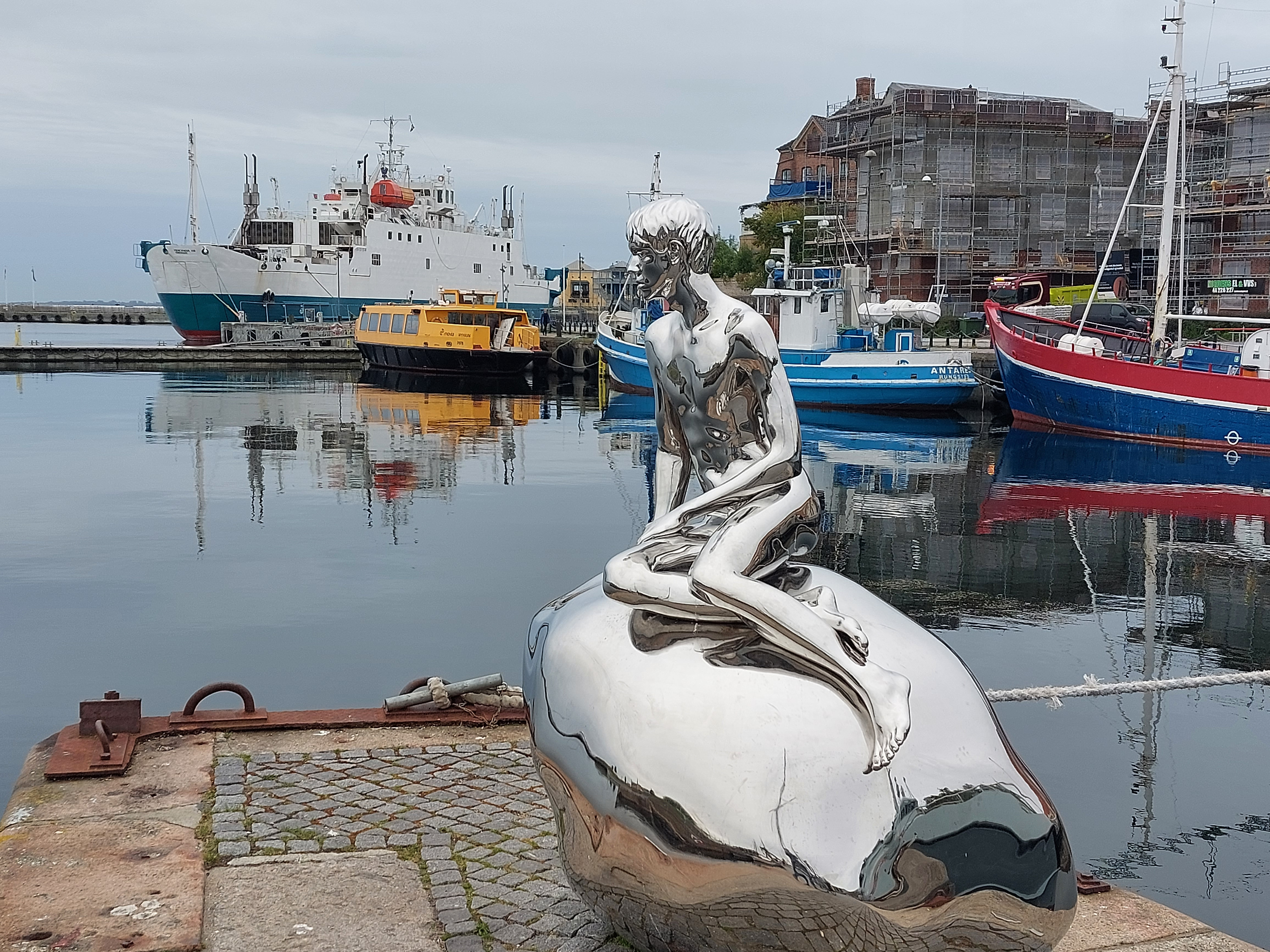
Han in Helsingør

Im Jahr 2003 gewannen Elmgreen & Dragset den Wettbewerb der deutschen Regierung für eine Gedenkstätte im Tiergarten in Berlin zum Gedenken an die schwulen Opfer des Naziregimes, die im Mai 2008 enthüllt wurde.
Mehrere ihrer Skulpturen sind jetzt dauerhaft für die Öffentlichkeit installiert, darunter der Auftrag für den vierten Sockel (Fourth Plinth), der jetzt vor dem Arken Museum of Modern Art steht; 'Prada Marfa' (2005), auf dem U.S. Highway 90 in Texas; 'Dilemma', eine ortsspezifische Skulptur eines Jungen auf einem hohen Sprungbrett mit Blick auf einen Fjord am Stadtrand von Oslo und 'Han', eine Skulptur aus poliertem Stahl eines jungen Mannes auf einem Felsen in der Mitte des Hafens in Helsingør, Dänemark. Han wurde 2012 installiert und basiert auf Edvard Eriksens berühmter Statue der kleinen Meerjungfrau. Die Figur 'Han' sitzt in einer ähnlichen Pose und stellt herkömmliche Darstellungen von Männlichkeit in Frage.

Performative Arbeiten
2007 entwickelten Elmgreen & Dragset für Skulptur Projekte Münster 'Drama Queens', ein Theaterstück über die Kunstgeschichte des 20. Jahrhunderts mit sechs ferngesteuerten Versionen ikonischer Skulpturen. Während der Frieze Art Fair 2008 inszenierten sie im Londoner Old Vic Theatre 'Drama Queens', diesmal belebt durch die Stimmen bekannter Bühnenstars wie Kevin Spacey.

## Preise und Auszeichnungen
Elmgreen & Dragset wurden 2000 für den Hugo-Boss-Preis nominiert, 2002 gewannen sie den Preis der Nationalgalerie im Hamburger Bahnhof, Berlin. Die Künstler wurden 2006 mit dem Arken-Kunstpreis ausgezeichnet. 2009 erhielten Elmgreen & Dragset eine besondere Erwähnung auf der Biennale in Venedig für 'The Collectors', ihre sehr aufwendige Ausstellung im dänischen und nordischen Pavillon. Für dieselbe Ausstellung, ebenfalls 2009, erhielten sie den Preis der Kritikerlage/des norwegischen Kritikerverbandes Kunstkritikerprisen/Kunstkritikerpreis.
Im Jahr 2012 gewannen sie eine Eckersberg-Medaille und wurden außerdem mit dem Carl Nielsen og Anne Marie Carl-Nielsens Legat Preis zu ihrer Ausstellung in Den Frie in Kopenhagen ausgezeichnet.
Im Jahr 2015 wurde ihnen die Ehrendoktorwürde der Norwegischen Universität für Wissenschaft und Technologie (NTNU) verliehen.
2021 wurde dem Künstlerduo der Robert-Jacobsen-Preis zuerkannt.

## Einzelausstellungen (Auswahl)
2024

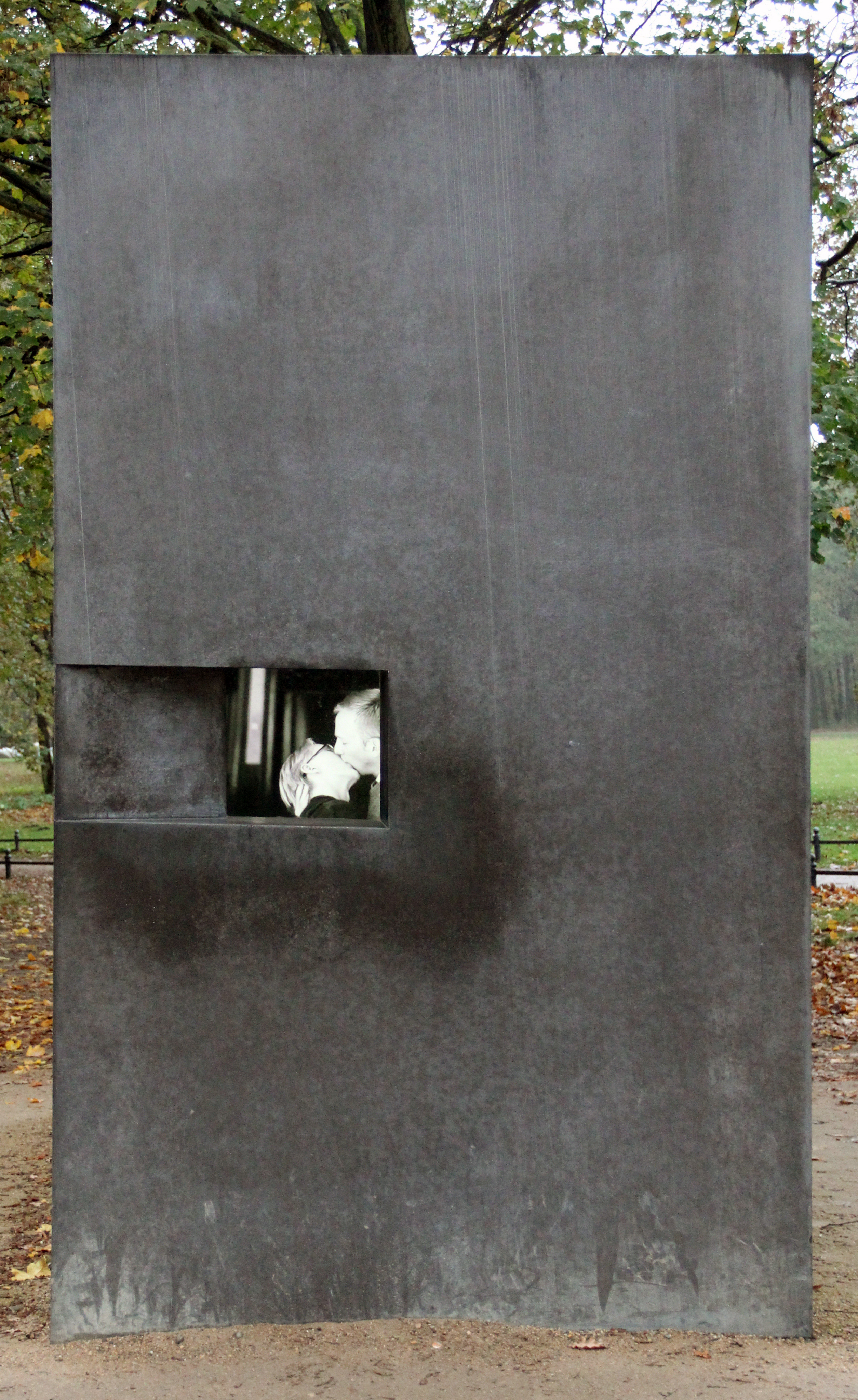
Denkmal für die im Nationalsozialismus verfolgten Homosexuellen, Ebertstraße, in Berlin-Tiergarten

- "L'Addition", Musée d’Orsay, Paris, Frankreich
- "Spaces", Amorepacific Museum of Art, Seoul, Südkorea

2020
- "Elmgreen & Dragset: 2020", EMMA Espoo Museum of Modern Art, Espoo, Finnland

2019
- "Sculptures", Nasher Sculpture Center, Dallas, Texas, USA
- "It's Not What You Think", Blueproject Foundation, Barcelona, Spanien
- "Adaptations", Kukje Gallery, Seoul, Korea
- "Overheated", Massimo De Carlo, Hongkong

2018
- "This Is How We Bite Our Tongue", Whitechapel Gallery, London, GB
- "To Whom It May Concern", FIAC Hors les Murs, Place Vendôme, Paris, Frankreich
- "Elmgreen & Dragset", Galerie Perrotin, Paris, Frankreich
- "We Are Not Ourselves", Cristina Guerra Contemporary Art, Lissabon, Portugal

2017
- Die Zugezogenen, Museum Haus Lange, Krefeld.

2015
- Aéroport Mille Plateau, Samsung Museum of Art, Seoul, Republik Korea.

2014
- Biography, Statens Museum for Kunst, Kopenhagen.
- Biography, Astrup Fearnley Museum für Moderne Kunst, Oslo.

2012
- "Harvest", Victoria Miro Gallery, London
- "HAN", permanente Skulptur im öffentlichen Raum im Kulturhafen der Stadt Helsingør.
- "Powerless Structures, Fig. 101", Die Vierte Plinthe, Trafalgar Square, London.

2011
- "Happy Days in the Art World", Performa 11, New York / Tramway, Glasgow.
- "The One & The Many", in der früheren Unterseeboot-Werft Rotterdam; Veranstalter: Museum Boijmans Van Beuningen und Hafenbetriebe Rotterdam.
- "Amigos", Galería Helga de Alvear, Madrid.
- "The Afterlife of the Mysterious Mr. B", Galerie Emmanuel Perrotin, Paris.
- "Elmgreen & Dragset", Thorvaldsen-Museum, Copenhagen.
- "It’s Never Too Late to Say Sorry", täglich stattfindende Performance, Sculpture International Rotterdam, Rotterdam.
- "Silent wishes and broken dreams", Bayerische Staatsoper, München.

2010
- "Celebrity: The One & The Many", ZKM | Zentrum für Kunst und Medientechnologie, Karlsruhe

2009
- "The Collectors" – Der Dänische and Nordische Pavilion, 53rd Venedig Biennale, Venezia
- "Drama Queens", Centre Pompidou, Paris
- "Trying to Remember What We Once Wanted to Forget", MUSAC, León.

2008
- "Too Late", Victoria Miro Gallery, London
- "Drama Queens", Old Vic Theatre, London
- "Home is the Place You Left", Trondheim Kunstmuseum, Trondheim
- "Gedenkort für die im Nationalsozialismus verfolgten Homosexuellen", Berlin
- "Side Effects", Galerie Emmanuel Perrotin, Paris, France.[33]

2007
- "This is the first day of my life", Konsthall Malmö[34], Malmö, Schweden.
- "Ti sto pensando", Villa Manin, Centre for Contemporary Art, Passariano
- "A Change Of Mind", Kunst am Bauzaun, Museion Bozen

2006
- "Would You Like Your Eggs A Little Different This Morning ?", Galleria Massimo De Carlo, Milan
- "The Incidental Self", Taka Ishii Gallery, Tokyo[35]
- "The Welfare Show", Serpentine Gallery, London/The Power Plant, Toronto
- "Disgrace", Galerie Emmanuel Perrotin, Miami

2005
- "Prada Marfa", Art Production Fund/Ballroom Marfa, Marfa, Texas[36][37]
- "The Brightness of Shady Lives", Galeria Helga de Alvear, Madrid
- "The Welfare Show", Bergen Kunsthall, Bergen, Norway / BAWAG Foundation, Vienna, Austria
- "Forgotten Baby", Wrong Gallery, New York, USA
- "End Station", Bohen Foundation, New York, USA
- "Linienstrasse 160, Neue Mitte", Klosterfelde, Berlin, Germany[38]

2004
- "Intervention 37", Sprengel Museum, Hannover, Germany
- "Blocking The View", Tate Modern Gallery, London, Great Britain[39][40]
- "Moving Energies" – Aspekte der Sammlung Olbricht : Michael Elmgreen & Ingar Dragset, Museum Folkwang Essen, Essen, Germany

2003
- "Paris diaries", Galerie Emmanuel Perrotin, Paris, France[41]
- "Phone Home", Tanya Bonakdar Gallery, New York, USA
- "Short Cut", Nicola Trussardi Foundation, Milan, Italy; Installation in der Galleria Vittorio Emanuele
- "Spaced out", Portikus, Frankfurt am Main, Germany
- "Please, Keep Quiet", Galleri Nicolai Wallner, Copenhagen, Denmark
- "Constructed Catastrophes, Fig. 2", CCA, Kitakyushu, Japan
- "Don't leave me this way", Galerie Emmanuel Perrotin, Paris, France

2002
- "How are You Today", Galleria Massimo de Carlo, Milan, Italy
- "Powerless Structures, Fig. 229", Galeria Helga de Alvear, Madrid Spain
- "Museum", Sala Montcada/Fundacio La Caixa, Barcelona, Spain
- "Suspended Space", Taka Ishii Gallery, Tokyo, Japan
- CGAC, Santiago de Compostela, Spain

2001
- "Taking Place", Kunsthalle Zürich, Zürich, Switzerland
- "Opening Soon", Tanya Bonakdar Gallery, New York, USA
- "A Room Defined by its Accessibility", Statens Museum for Kunst, Copenhagen, Denmark
- Galleri Nicolai Wallner, Copenhagen, Denmark
- "Linienstrasse 160", Klosterfelde, Berlin, Germany
- "Powerless Structures, Fig. 111", Portikus, Frankfurt, Germany

2000
- "Zwischen anderen Ereignissen", Galerie für Zeitgenössische Kunst Leipzig, Germany[42]
- Roslyn Oxley9 Gallery, Sydney, Australia

1999
- Galleri Nicolai Wallner, Copenhagen, Denmark
- "Powerless Structures, Fig. 57-60", The Project, New York, USA

1998
- "Dug Down Gallery / Powerless Structures, Fig. 45", Galleri i8 & Reykjavík Art Museum, Reykjavík, Iceland

1997
- "Powerless Structures", Galleri Campbells Occasionally, Copenhagen, Denmark
- "Twelve Hours of White Paint/Powerless Structures, Fig. 15", Galleri Tommy Lund, Odense, Denmark

## Gruppenausstellungen (Auswahl)
- 2000: Zwischen anderen Ereignissen, Galerie für Zeitgenössische Kunst, Leipzig
- 2001: Powerless STructures, fig. 111, Portikus, Frankfurt am Main
- 2001: Linienstrasse 160, Galerie Klosterfelde, Berlin
- 2001: Michael Elmgreen & Ingar Dragset: A Room is defined by its Accessibility, Statens Museum for Kunst, Kopenhagen
- 2001/2002: Taking Place: Die Arbeiten von Michael Elmgreen & Ingar Dragset, Kunsthalle Zürich, Zürich
- 2002: Michael Elmgreen & Ingar Dragset: Prison Breaking/Powerless Structures, fig. 333, 25th Biennale von São Paulo, Brasilien
- 2002: Museum: Elmgreen & Dragset, Sala Montcada / Fundacio La Caixa, Barcelona, Spanien
- 2003: Spaced Out/Powerless Structures, fig. 211, Portikus, Frankfurt am Main
- 2003: Short Cut, Fondazione Nicola Trussardi, Mailand
- 2004: Moving Energies – Aspekte der Sammlung Olbricht: Michael Elmgreen und Ingar Dragset, Museum Folkwang, Essen
- 2005: The Welfare Show, Bergen Kunsthall, Bergen, Norwegen
- 2005: Prada Marfa, Art Production Fund/Ballroom Marfa, Marfa, Texas
- 2006: The Welfare Show, Serpentine Gallery, London und The Power Plant, Toronto
- 2006: The Incidental Self, Taka Ishii Gallery, Tokio
- 2008: Home is the Place You Left, Trondheim Kunstmuseum, Trondheim
- 2009:  The Collectors, im Dänischen und Nordischen Pavillon der Biennale di Venezia (Der Sammler, gestaltet von Robert Rebele, treibt tot im Pool vor seiner Wohnung)[43]
- 2010: Elmgreen & Dragset. Celebrity – The One and the Many, ZKM, Museum für Neue Kunst, Karlsruhe[44]
- 2011: Submarine Wharf, Port of Rotterdam zusammen mit dem Museum Boijmans Van Beuningen, Rotterdam, Niederlande[45]
- 2012: Powerless Structures. Fig. 101, Vierte Plinthe, Trafalgar Square, London.[46]

## Sammlungen
Die Arbeiten von Elmgreen & Dragset befinden sich in der ständigen Sammlung mehrerer Museen auf der ganzen Welt, darunter:
- TBA21 Thyssen-Bornemisza Art Contemporary, Wien, Österreich[47]
- Kunsthalle Praha, Prag, Tschechien[48]
- Kunstmuseen Krefeld, Krefeld, Deutschland[49]
- Fukutake Art Museum Foundation, Naoshima, Japan[50]
- Aïshti Foundation, Beirut, Libanon[51]
- Bergen Kunsthall, Bergen, Norwegen[52]
- Kistefos-Museet, Jevnaker, Norwegen[53]
- Anyang Foundation for Culture & Arts, Anyang, Südkorea[54]
- Zabludowicz Collection, London, GB[55]

## Kommissionen
- Powerless Structures, Fig. 101, Mayor of London's Fourth Plinth Commission, Trafalgar Square, London, GB, 2012
- Han kommissioniert von der Stadt Helsingør, Skulptur in der Mitte des Hafenbeckens als Protagonist in Kulturhavn Kronborg, 2012[56]
- Louis Vuitton New Bond Street Maison and Louis Vuitton Librairie, London, 2012
- To Whom It May Concern, FIAC HORS LES MURS, Place Vendôme, Paris, 2018[57]
- Van Gogh’s Ear, Rockefeller Center, New York, 2016[58]

## Kataloge
- Elmgreen & Dragset: Sculptures. Hatje Cantz Verlag, Berlin 2019, ISBN 978-3-7757-4622-9.
- Elmgreen & Dragset. Phaidon, London 2019, ISBN 978-0-7148-7571-2.
- This Is How We Bite Our Tongue. Whitechapel Gallery, London 2018, ISBN 978-0-85488-265-6.
- 15th Istanbul Biennial: a good neighbour: Exhibition and Stories. Istanbul Foundation for Culture and the Arts, Istanbul 2017, ISBN 978-605527537-2.
- Die Zugezogenen. Koenig Books, London 2017, ISBN 978-3-96098-193-0.
- The Others. König Galerie, Berlin / Koenig Books, London 2017, ISBN 978-3-96098-069-8.
- The Well Fair. Elmgreen & Dragset. Koenig Books, London / Ullens Center for Contemporary Art, Beijing 2016, ISBN 978-3-86335-895-2.
- Aéroport Mille Plateaux. Elmgreen & Dragset. PLATEAU, Samsung Museum of Art, Seoul 2015, ISBN 978-89-85468-52-7.
- Biography. Elmgreen & Dragset. Hatje Cantz, Ostfildern 2014, ISBN 978-3-7757-3865-1.
- Gunnar B. Kvaran, Kjersti Solbakken (Hrsg.): Biography. Elmgreen & Dragset. Archive Books, Berlin 2014, ISBN 978-3-943620-18-4.
- Elmgreen & Dragset (Hrsg.): A Space Called Public. Verlag der Buchhandlung Walther König, Köln 2013, ISBN 978-3-86335-439-8.
- Peter Weibel, Andreas F. Beitin (Hrsg.): Elmgreen & Dragset: Trilogy. ZKM Center for Art and Media, Karlsruhe. Verlag der Buchhandlung Walther König, Köln 2011, ISBN 978-3-86560-908-3.
- Anita Iannacchione (Hrsg.): Elmgreen & Dragset: Performances: 1995–2011. Verlag der Buchhandlung Walther König, Köln 2011, ISBN 978-3-86335-099-4.
- Anna Stüler (Hrsg.): Elmgreen & Dragset: This is the First Day of My Life. Hatje Cantz Verlag, Ostfildern 2008, ISBN 978-3-7757-2050-2.
- Home is the Place You Left. Elmgreen & Dragset. Trondheim Kunstmuseum. Verlag der Buchhandlung Walther König, Köln 2008, ISBN 978-3-86560-473-6.
- Prada Marfa. Elmgreen & Dragset. Verlag der Buchhandlung Walther König, Köln 2007, ISBN 978-3-86560-195-7.
- The Welfare Show. Elmgreen & Dragset. Verlag der Buchhandlung Walther König, Köln 2006, ISBN 3-88375-967-8.
- Beatrix Ruf (Hrsg.): Taking Place. Kunsthalle Zürich. Hatje Cantz Verlag, Ostfildern 2002, ISBN 3-7757-1156-2.
- Zwischen anderen Ereignissen. Galerie für Zeitgenössische Kunst, Leipzig 2000, ISBN 3-9806753-5-1.
- Powerless Structures. Portikus, Frankfurt am Main 1998, ISBN 3-928071-62-9.